# Radawiec Mały
Radawiec Mały – wieś w Polsce położona w województwie lubelskim, w powiecie lubelskim, w gminie Konopnica.
W latach 1975–1998 miejscowość administracyjnie należała do ówczesnego województwa lubelskiego.
Wieś stanowi sołectwo gminy Konopnica. Według Narodowego Spisu Powszechnego z roku 2011 wieś liczyła 225 mieszkańców.
Wierni Kościoła rzymskokatolickiego należą do parafii Najświętszej Maryi Panny Nieustającej Pomocy w Radawcu Dużym.

## Historia
Radawiec wieś notowana w dokumentach źródłowych od 1398 jako „Radawyecz” w wieku IXI Radawiec Wielki, wieś i folwark, a także dobra ziemskie, i Radawiec Mały, wieś i folwark w powiecie lubelskim, gminie i parafii Konopnica, odległe 12 wiorst od Lublina. W okolicy wsi pokłady wapienia i kamienia budowlanego, wiatrak i gorzelnia (stan z roku 1873).
Spis z 1827 roku wykazał 49 domów i 503 mieszkańców. Długosz w opisie parafii Konopnica wylicza jako trzy oddzielne wsie: „Radawiec Hectoris, Radawiec Puczkonis, Radawiec Pszczonczyn”, nie podając żadnych dodatkowych szczegółów (Długosz L.B. t.II, s.540). Według regestru poborowego powiatu lubelskiego z roku 1531 wś Radawiecz miała w części Kacpra 6½ łanów i 1 młyn, Mateusz Puczek posiadał 1½ łana, Lodza 1½ łana, Andrzej Piotrowski ¾ łana, Spicuth 1½ (Pawiński, Kod Małopolski, 348).
Po agresji wojsk III Rzeszy na Polskę w 1939 Radawiec Mały i Duży trafiły pod okupację niemiecką. W odewcie za zabicie kolonisty niemieckiego okupacyjny reżimu III Rzeszy, 16 czerwca 1941 nakazał zabić 31 obywateli polskich w Radwańcu. Kolejnych 13 zabito po zorganizowaniu obławy nie tylko w Radawiecu ale i ościennych wsiach.